# Истеривачи духова: Наслеђе
Истеривачи духова: Наслеђе (енгл. Ghostbusters: Afterlife) је америчка научнофантастична комедија из 2021. године, режисера Џејсона Рајтмана, који је и написао сценарио заједно са Гилом Кенаном. Главне улоге тумаче Кари Кун, Фин Вулфхард, Макена Грејс и Пол Рад, док Бил Мари, Ден Акројд, Ерни Хадсон, Сигорни Вивер и Ени Потс репризирају своје улоге из оригиналних филмова. Наставак је филмова Истеривачи духова (1984) и Истеривачи духова 2 (1989), које је режирао Рајтманов отац и продуцент овог филма Иван, као и четврти филм у истоименој франшизи. Тридесет две године након догађаја из другог филма, самохрана мајка и њено двоје деце селе се у мали град у Оклахоми, где они откривају своју везу са оригиналним Истеривачима духова и тајним наслеђем свог деде.
Трећи филм о Истеривачима духова био је у различитим фазама развоја од објављивања другог филма 1989. године, па је одуговлачио јер је Мари одбио да се посвети пројекту. Након смрти члана глумачке екипе Харолда Рејмиса 2014. године, студио је уместо наставка поново покренуо франшизу са женском глумачком екипом у филму Истеривачи духова који је режирао Пол Фиг и који је објављен 2016. године. Након што се Фигов филм показао контроверзан међу љубитељима оригиналних филмова и као промашај на благајнама, Џејсон Рајтман је почео да развија наставак оригиналних филмова. Нови чланови глумачке екипе су објављени до јула 2019, док је оригинална глумачка екипа потписала два месеца касније. Снимање је трајало од јула до октобра 2019. године.
Филм је ненајављено приказан 23. августа 2021. у Лас Вегасу. У америчким биоскопима је почео да се приказује 19. новембра исте године, након што је четири пута одложен због пандемије вируса корона. Добио је помешане критике од стране критичара, који су похвалили глуму, режију и носталгични тон, али су критиковали сценарио. Наставак, Истеривачи духова: Ледена претња, премијерно је приказан 2024. године.

## Радња
У јуну 2021, Игон Спенглер хвата ентитет у руднику окултисте Ива Шандора у Самервилу, Оклахома, и намами друго створење на своју фарму. Игон активира сложену замку на свом имању, али струја нестаје и он сакрива замку за духове у свом дому пре него што га створење нападне и доживи фатални срчани удар.
Његова отуђена ћерка у финансијским проблемима, Кели, наслеђује фарму и сели се тамо са својом децом Тревором и Фиби након што буду избачени из свог стана у Чикагу. Тревор се заљубљује у конобарицу Лаки Доминго, а Фиби, коју занима наука, уписује се у летњу школу науке који води сеизмолог Гери Груберсон.
Фиби открива да је њихова нова кућа уклета, а дух који живи у њој води је до замке за духове, коју показује Герију и свом новом пријатељу Подкасту. Гери, обожаватељ Истеривача духова, помаже Фиби да сазна више о њима и њеном деди. Он, Фиби и Подкаст експериментишу са замком, ослобађајући једног од стражара Гозера који бежи у оближњи рудник. Дух са фарме одводи Фиби до Игонове подземне лабораторије и, након што се открио као њен деда, проводи је у обнављању опреме Истеривача духова.
Док тестира протонски ранац са Подкастом, она проналази духа по имену Манчер који прогања Шандорову ливницу и бежи у град. Након што је поправио мотор аутомобила Истеривача духова, Екто-1, Тревор га користи у потери за Манчером са Фиби и Подкастом; они га заробе, али бивају ухапшени због настале штете и њихова опрема бива заплењена.
Присећајући се телефонског броја Истеривача духова, Фиби контактира Реја Станца за помоћ и каже му да је Игон умро. Реј заузврат обавештава Фиби о томе шта се догодило са Истеривачима духова након што су победили Вига Карпатског и открива да је након што су се Истеривачи духова разишли, Игон украо њихову опрему и преселио се у Самервил да би пратио неодређену претњу. Игонов дух води Кели до зида на коме се налазе детаљне белешке и слике које је чувао о животу своје ћерке, показујући да му је било стало до ње више него што је мислила.
Фиби, Подкаст, Лаки и Тревор проналазе Гозеров храм у руднику. Истражујући даље, откривају да је Шандор жив у свом ковчегу, као и аутоматизоване протонске топове које је инсталирао Игон који ометају Гозерове покушаје да изађе. Зуул и Винз Клорто запоседују Кели и Герија и уништавају Игонову опрему, омогућавајући Гозеру да побегне. Шандор се буди и обећава своју верност Гозеру, али ипак бива убијен.
Деца откривају Игонове замке испод земље. Са натприродним хаосом који омета град, они узимају назад заплењену опрему и путују у рудник. Фиби омета Гозера тако да Подкаст може да ухвати Зуула, ослобађајући Кели и слабећи Гозерову физичку форму. Они намамљују Гозера у поље замке, али оно не функционише и Гозер ослобађа Зуула, који запоседа Лаки и у потпуности враћа Гозеру моћ.
Реј и остали преживели првобитни Истеривачи духова, Питер Венкмен и Винстон Зедемор, пристижу да помогну, а Гозер, који је већ убио Игона, покушава да доврши своју освету и убије и осталу тројицу. Подржана од Игоновог сада видљивог духа, Фиби се бори против Гозера са својим протонским ранцем. Истеривачи духова помажу Фиби да обузда Гозера укрштањем њихових протонских токова, док Тревор користи свој да напуни извор енергије замки, дозвољавајући Кели да активира замке за духове, хватајући Гозера и његове слуге. Игон се мири са породицом и пријатељима пре него што нестане.
Касније се открива да је Питер ожењен Дејном Барет. Винстон, пошто је постао богат бизнисмен откако је напустио Истериваче духова, враћа Екто-1 у ватрогасну станицу Истеривача духова. У подруму, светло на екто-задржној јединици почиње да трепери црвено.

## Улоге
| Глумац         | Улога           |
| -------------- | --------------- |
| Кари Кун       | Кели Спенглер   |
| Фин Вулфхард   | Тревор Спенглер |
| Макена Грејс   | Фиби Спенглер   |
| Пол Рад        | Гери Груберсон  |
| Логан Ким      | Подкаст         |
| Селест О'Конор | Лаки Доминго    |
| Бил Мари       | Питер Венкмен   |
| Ден Акројд     | Реј Станц       |
| Ерни Хадсон    | Винстон Зедемор |
| Сигорни Вивер  | Дејна Барет     |
| Ени Потс       | Џенин Мелниц    |
| Оливер Купер   | Елтон           |
| Букем Вудбејн  | шериф Доминго   |
| Трејси Летс    | Џек             |
| Џеј Кеј Симонс | Иво Шандор      |